# Тугасы
Туга́сы (чув. Тукас) — деревня в Шумерлинском районе Чувашской республики. До 2021 года входила в состав Ходарского сельского поселения до его упразднения.

## География
Находится в западной части Чувашии на расстоянии приблизительно 16 км на северо-восток по прямой от районного центра города Шумерля.

## История
Известна с 1852 года как деревня с 78 дворами и 415 жителями. В 1879 году учтено 74 двора и 364 жителя, в 1897 73 двора и 464 жителя, в 1926 123 и 603 соответственно, в 1939 642 жителя, в 1979 390. В 2002 году отмечено 86 дворов, в 2010 65 домохозяйств. В советское время работал колхоз «Тузи», позднее ООО «Сиален-экспо» (2010).

## Население
Население составляло 226 человек (чуваши 98 %) в 2002 году, 200 в 2010.